# Tarsius lariang
El tarsero de Lariang (Tarsius lariang) es una especie de primate tarsiforme descrito en 2006, que habita en la región centro-occidental de la isla de Célebes. La especie lleva su nombre por el río Lariang, en esta isla.
Se conocen seis especímenes de museo de esta especie, dos de los cuales se identificaron erróneamente como Tarsius pumilus antes de 2006. Posee un pelo más oscuro que otros tarseros de Célebes. El dedo medio de sus manos es muy largo. Es el segundo tarsero por tamaño después de Tarsius sangirensis; se han registrado pesos entre 67 y 117 g.